# Farson
Farson és una concentració de població designada pel cens dels Estats Units a l'estat de Wyoming. Segons el cens del 2000 tenia 242 habitants.

## Demografia
Segons el cens del 2000, Farson tenia 242 habitants, 96 habitatges, i 69 famílies. La densitat de població era d'1,2 habitants/km².
Dels 96 habitatges en un 30,2% hi vivien nens de menys de 18 anys, en un 64,6% hi vivien parelles casades, en un 5,2% dones solteres, i en un 28,1% no eren unitats familiars. En el 26% dels habitatges hi vivien persones soles el 9,4% de les quals corresponia a persones de 65 anys o més que vivien soles. El nombre mitjà de persones vivint en cada habitatge era de 2,52 i el nombre mitjà de persones que vivien en cada família era de 3,01.
Per edats la població es repartia de la següent manera: un 23,6% tenia menys de 18 anys, un 8,7% entre 18 i 24, un 25,2% entre 25 i 44, un 31,8% de 45 a 60 i un 10,7% 65 anys o més.
L'edat mediana era de 40 anys. Per cada 100 dones de 18 o més anys hi havia 110,2 homes.
La renda mediana per habitatge era de 44.545 $ i la renda mediana per família de 56.806 $. Els homes tenien una renda mediana de 41.364 $ mentre que les dones 21.250 $. La renda per capita de la població era de 16.140 $. Cap de les famílies estaven per davall del llindar de pobresa.

## Poblacions més properes
El següent diagrama mostra les poblacions més properes.